# Corte de Peleas
Corte de Peleas település Spanyolországban, Badajoz tartományban. Corte de Peleas Badajoz, Solana de los Barros, Villalba de los Barros, Santa Marta és Entrín Bajo községekkel határos. Lakosainak száma 1165 fő (2024).

## Népesség
A település népessége az utóbbi években az alábbiak szerint változott:
| Lakosok száma | 1297 | 1257 | 1290 | 1307 | 1345 | 1301 | 1282 | 1222 | 1207 | 1165 |
|               | 2001 | 2004 | 2006 | 2009 | 2011 | 2014 | 2016 | 2019 | 2021 | 2024 |